# شتاء قطاع غزة (2024-25)
شهد فصل الشتاء في قطاع غزة (من نوفمبر 2024 حتى مارس 2025) حالة طوارئ إنسانية بسبب نزوح أكثر من مليون فلسطيني داخليًا، الذين يفتقرون إلى المأوى المناسب وسط العواصف الشتوية التي تسببت في انخفاض درجات الحرارة بشكل مستمر وحدوث فيضانات. وتفاقمت هذه الأزمة بسبب الحرب على غزة والقيود الشديدة التي فرضتها إسرائيل على إيصال المساعدات إلى القطاع، مما ترك مئات الآلاف من العائلات تكافح من أجل البقاء في ملاجئ مؤقتة وخيام مع بدء انخفاض درجات الحرارة.

## الخلفية
يبلغ طول قطاع غزة 41 كيلومترًا، ويتراوح عرضه بين 6 إلى 12 كيلومترًا، وتبلغ مساحته الإجمالية 365 كيلومترًا مربعًا. تضاريسه مسطحة أو متموجة، وتوجد كثبان رملية بالقرب من الساحل، وأعلى نقطة فيه هي "أبو عودة"، بارتفاع 105 أمتار (344 قدمًا) فوق مستوى سطح البحر. وتتراوح درجة الحرارة المتوسطة في غزة خلال شهر ديسمبر بين 10 إلى 20 درجة مئوية، وتنخفض بضع درجات في يناير.

## الضعف الاجتماعي
أسفر النزوح الواسع الناتج عن القصف المستمر للمناطق السكنية في قطاع غزة، بالإضافة إلى عمليات الإجلاء القسري نحو مخيمات مزدحمة بالخيام، عن تدهور شديد في الظروف المعيشية في مختلف أنحاء القطاع.

### تدمير البنية التحتية
مع حلول فصل الشتاء في نوفمبر 2024، نزح نحو 90% من سكان غزة الفلسطينيين من منازلهم، بينما تعرّض نحو 60% من المباني السكنية للدمار أو لأضرار جسيمة، وأصبحت 80% من المباني التجارية غير قابلة للاستخدام، كما تضررت 68% من شبكة الطرق بشكل كبير. وذكر المجلس النرويجي للاجئين بأن العديد من الأسر الفلسطينية التي لجأت إلى المدارس والمستشفيات والمباني العامة خلال شتاء 2023-2024 اضطرت إلى الإقامة في ملاجئ بدائية أُنشئت من أي مواد تمكنوا من جمعها، بما في ذلك الأقمشة المشمعة، والبطانيات، وقطع الكرتون، وأكياس الأرز المخيطة معًا.
أوضح المجلس النرويجي للاجئين أن هذه المساكن المؤقتة توفر الحد الأدنى فقط من الحماية في مواجهة ظروف الشتاء، مع توقع انخفاض درجات الحرارة إلى 6 درجات مئوية بحلول ديسمبر. وقد حُذر من أن هذه الدرجات المنخفضة، إلى جانب الرياح وكميات الأمطار الكبيرة التي تُعد شائعة بين ديسمبر وفبراير، قد تؤدي إلى ازدياد المخاطر الصحية، لا سيما من حيث الإصابة بالعدوى التنفسية والأمراض المعدية. كما أشار التقرير إلى أن العديد من المستلزمات الأساسية للبقاء في الشتاء، مثل البطانيات والفرش ومواد تحسين المأوى، كانت شحيحة أو شبه منعدمة في مخيمات اللاجئين في غزة.

### خطر الفيضانات
تشير الأنماط التاريخية منذ عام 2008 إلى احتمال كبير لحدوث فيضانات شديدة، وهو خطر ازداد بفعل الأضرار الجسيمة التي لحقت بالبنية التحتية. ويقطن نحو 850,000 شخص في مناطق معرضة للفيضانات، مما يجعلهم عرضة لخطر النزوح الثانوي ولمزيد من التهديدات الصحية والبيئية. وبسبب التدهور الكبير في قدرات إدارة مياه الصرف الصحي نتيجة تضرر البنية التحتية ونقص الوقود، فإن هطول الأمطار في فصل الشتاء قد يؤدي إلى تفاقم مخاطر التعرض لمصادر مياه ملوثة.

### انعدام الأمن الغذائي
تفاقم تأثير المناخ الشتوي نتيجة لانعدام الأمن الغذائي الذي اجتاح مختلف مناطق قطاع غزة. ففي بداية فصل الشتاء، واجه أكثر من مليوني فلسطيني نقصًا حادًا في إمدادات الغذاء، حيث عانى 86 في المئة منهم من مستويات حرجة من انعدام الأمن الغذائي. ومن بين هؤلاء، واجه حوالي 133,000 شخص مستويات كارثية من الجوع. وقد زادت حدة سوء التغذية الناتجة عن نقص السعرات الحرارية بسبب استهلاك الجسم لمزيد من السعرات نتيجة التعرض للبرد.

### انهيار القطاع الصحي
بحلول أكتوبر 2024، توقفت أكثر من نصف مستشفيات غزة عن العمل، حيث خرجت 19 مستشفى من أصل 36 عن الخدمة، بينما كانت المستشفيات المتبقية تعمل بطاقة جزئية. وقد أدى فقدان نحو 1,000 من الكوادر الصحية منذ أكتوبر 2023 إلى إضعاف قدرة القطاع بشكل كبير على مواجهة الزيادة المتوقعة في الأمراض المرتبطة بفصل الشتاء.

## التأثير
في العدد من مخيمات اللاجئين، ولا سيما المخيمات المقامة في ملعب اليرموك بمدينة غزة، أفاد العديد من السكان النازحين من المناطق الشمالية، كجباليا وبيت لاهيا، بتدهور أوضاعهم الصحية بشكل ملحوظ، نتيجة التعرض المتواصل لعوامل الطقس القاسية، من أمطار غزيرة وبرودة شديدة.
في 25 نوفمبر 2024، أفاد المكتب الإعلامي الحكومي في غزة أن نحو 10,000 خيمة تؤوي نازحين داخليين قد تضررت أو دُمّرت خلال اليوم السابق نتيجة العواصف الشتوية التي تسببت في فيضانات بالتزامن مع ارتفاع المد. وثقت فرق التقييم الميداني أن 81% من هياكل المأوى أصبحت غير صالحة للسكن بسبب العاصفة الشتوية، حيث بات 110,000 من أصل 135,000 خيمة بحاجة ماسة إلى الاستبدال الفوري.